# August Scheffers
August Karl Friedrich Scheffers (* 29. September 1832 in Güstrow; † 1. Februar 1888 in Leipzig) war ein deutscher Architekt und Hochschullehrer.

## Leben
August Scheffers wurde als Sohn eines Hutmachers in einfache Verhältnisse geboren und konnte daher nur die niedere Schule in Plau am See besuchen. Er wandte sich dann wie sein Vater dem Handwerk zu und wurde zunächst Maurer. Er eignete sich jedoch weitere Kenntnisse an und schaffte es so, zum Studium an der Berliner Bauakademie sowie an der Berliner Kunstakademie zugelassen zu werden. Seine Studien absolvierte er von 1851 bis 1855. Im Anschluss erhielt er eine Anstellung als Lehrer an der Baugewerkschule Holzminden. 1864 verließ er die Schule. 1868 wurde er Direktor der Altonaer Gewerbeschule.
Scheffers folgte 1875 einem Ruf als Professor für Architektur an die Königliche Kunstgewerbeschule Leipzig. Dort wurde er Abteilungsvorstand im Bereich der Baukunst. Er erhielt für die Aufnahme und Autographierung der Denkmäler der Renaissance von Großherzog Friedrich Franz III. von Mecklenburg die Mecklenburgische Verdienstmedaille für Kunst und Wissenschaft in Gold.

## Schriften
- Handbuch des bürgerlichen und ländlichen Hochbauwesens mit besonderer Berücksichtigung der Bau-Constructionslehre. Zum Gebrauch für Bauhandwerker so wie für Bauunternehmer, Architekten und Bauherren. Seemann, Leipzig 1865.
- Architektonische Formenschule. Eine praktische Aesthetik der Baukunst, zum Gebrauche für Baugewerkschulen, Bauhandwerker und Architekten. Seemann, Leipzig 1866.
- mit August Ortwein: Deutsche Renaissance. Eine Sammlung von Gegenständen der Architektur, Decoration und Kunstgewerbe in Originalaufnahmen. Seemann, Leipzig 1871–1888.
- Mustervorlagen für farbige Kreuzsticharbeiten. Gebhardt, Leipzig 1887.